# Päljor Döndrub
Päljor Döndrub (1427-1489) was een Tibetaans tulku. Hij was de eerste gyaltsab rinpoche, een van de vier belangrijkste geestelijk leiders van de karma kagyütraditie in het Tibetaans boeddhisme.
Päljor Döndrub ontving de titel Goshir, (Chinees voor staatsleraar, ook wel Güshri) van de toenmalige Chinese keizer van de Ming-dynastie. Hij was al op zijn veertiende secretaris van de zesde karmapa Thongwa Dönden (1416-1453). Vanaf de zesde karmapa was het de taak van de gyaltsab om als regent op te treden tussen het overlijden van een karmapa en het op de troon komen van de volgende. Daarbij moest de gyaltsab ook de lijn van de traditie doorgeven aan de opvolger, door hem daarin te onderwijzen. De zevende karmapa werd door Päljor Döndrub "herkend" en door hem voorbereid op zijn positie als karmapa.